# 寺本英仁
寺本 英仁（てらもと えいじ、1971年8月21日 - ）は、島根県邑南町の元地方公務員。2022年3月31日で邑南町役場を退職し、株式会社Local Governanceを設立。

## 経歴
1994年（平成6年）3月、東京農業大学農学部卒業。4月、島根県石見町役場入庁。2004年（平成16年）10月、町村合併（羽須美村・瑞穂町・石見町の一村二町合併）により邑南町が誕生し、それに併せて邑南町役場職員となる。
2009年（平成21年）10月、邑南町での産業おこしの取り組み（道の駅瑞穂の運営・インターネットサイトみずほスタイルの取り組み・邑南町発の全国公募型特産品コンテスト「Oh!セレクション」の立ち上げなど）を担当したことが評価され、小泉内閣発足時に発足した「地域産業おこしに燃える人」の第3期メンバーに選出。2012年（平成24年）、邑南町が掲げるA級グルメ構想を担当したことが評価され、総務省地域力創造アドバイザーに就任。2013年（平成25年）には、地元の島根県立矢上高等学校と取り組んだ邑南町おみやげスイーツプロジェクトがグッドデザイン賞を受賞。2016年（平成28年）、地域おこしのトップランナーとしてNHK『プロフェッショナル仕事の流儀』に取り上げられる。地域おこし協力隊を活用した耕すシェフ制度は2016年度グッドデザイン賞を受賞した。
2018年（平成30年）11月、まちづくりの経緯を自身の著書『ビレッジプライド 「0円起業」の町をつくった公務員の物語』に綴り、ブックマン社より出版。尾崎行雄記念財団（東京都）「咢堂（がくどう）ブックオブザイヤー2018」において地方部門大賞を受賞した。また、食生活ジャーナリストの会が開催する第3回「食生活ジャーナリスト大賞」（2018年度）「食文化」部門において大賞を受賞した。2019年5月より「にっぽんA級（永久）グルメ連合アドバイザー」に就任。2020年には、「地方公務員が本当にすごい！と思う地方公務員アワード2020」において、『地方公務員が本当にすごい！と思う地方公務員2020賞』、『特別協賛社賞－「電通CP塾賞」』を受賞。同年、一般社団法人at Will Work主催の『これからの日本をつくる100の“働く”をみつけよう「Work Story Award 2020」』」においてイノベーション部門賞を受賞。藻谷浩介と共著の『東京脱出論』を出版している。
2022年（令和4年）3月31日に邑南町役場を退職し、にっぽんの田舎を元気にする株式会社Local Governanceを設立。内閣府地域活性化伝道師就任、北海道鹿部町地域力創造アドバイザー就任、広島県北広島町地域力創造アドバイザー就任、プラットホームサービス（株）取締役兼ちよだ地方連携ネットワーク地方連携特命官就任、東亜大学医療学部栄養学科客員准教授就任。

## 著書
- 『ビレッジプライド 「0円起業」の町をつくった公務員の物語』ブックマン社 ISBN 978-4893089090（2018年11月9日）
- 『東京脱出論』ブックマン社 ISBN 978-4893089366（2020年11月23日）
- 「スーパー公務員と言われた僕が役場を辞めた理由: 前例踏襲・横並び・役場の流儀はアフターコロナに通用しない」時事通信出版局 (2022年8月25日)

## 出演番組・取組が紹介された番組
- テレビ朝日『若き未来の匠に聞く 邑南町のおいしい食材』（2015年9月5日）
- NHK総合『にっぽん紀行』夢のレストラン　再び〜島根　邑南町〜（2015年11月23日）
- NHK『プロフェッショナル仕事の流儀』“答えは、地域にある 地方公務員・寺本英仁”（2016年9月26日）
- TBS『あさチャン！』（2016年11月25日）
- TBS『がっちりマンデー』儲かる村立町立ビジネス（2017年3月12日）
- 日本テレビ『スッキリ！！』（2017年5月18日）
- NHK BS1スペシャル『あなたの隣の奇跡 地域を動かした人々の物語』（2019年10月15日）
- BSテレ東『日経モーニングプラスFT』（2022年1月5日）
- NHK松江放送局『しまねっとNEWS610』元”スーパー地方公務員”新たな挑戦（2022年5月24日）
- NHK広島　コネクト「ヒントは“現場”にあり!〜町おこしの達人・新たな挑戦〜」(2022年12月2日）
- NHKBS1「中国地方推し!」コネクト「ヒントは“現場”にあり!〜町おこしの達人・新たな挑戦〜」(2023年1月19日放送予定）
- NHK島根 邑南町「Ａ級グルメ」が消える？　困惑の中　民間の模索も(2023年4月14日）
- ABEMA NEWSチャンネル出演【地域おこし協力隊って何？移住先でのトラブル経験者】(2023年4月21日)

## 新聞、雑誌掲載
- 雑誌『自遊人』-「未来を変える ソーシャルデザイン 。」（2019年2月号）
- 月刊「事業構想」（2019年3月号）
- 中日新聞-あの人に迫る　（2019年2月22日）
- 朝日新聞-連載：ひと　（2019年7月30日）
- 毎日新聞-毎日フォーラム・食×農×福「食い物による地域再生」　（2019年8月9日）
- 毎日新聞-毎日フォーラム・創る　地域活性リポート　（2019年10月10日）
- 時事通信社-『地方行政』連載-「ビレッジプライド」のその後　（2020年6月11日～）
- 山陰中央新報-山陰のニュース（2020年12月8日）
- 朝日新聞-「フロントランナー」地方創生プロデューサー・寺本英仁さん　A級グルメで田舎を元気に（2022年4月9日）
- 山陰中央新報-談論風発（2021年4月11日より連載）
- 福井新聞-特集　ふくいをヒラク　（2022年3月27日）
- 日本経済新聞-中国経済-「A級グルメ」全国を元気に（2022年8月10日）
- 北海道新聞-「聞く語る」-「Ａ級グルメ」構想仕掛け人で鹿部町アドバイザ-（2022年9月2日）
- 中国新聞-「歩く・聞く・考える」-Ａ級グルメと町おこし　コロナ後の田舎を元気に（2022年9月14日）
- 山陰中央新報-元邑南町スーパー公務員　寺本さん新著出版（2022年9月15日）
- 週間新潮-［A級グルメが日本の田舎を元気にする］書評(2022年10月13日）
- 山陰中央新報-談論風発（2022年10月17日）
- 日本経済新聞-「A級グルメ」仕掛け人　寺本さん追う映画制作（2022年12月5日）
- 山陰中央新報掲載【談論風発　ドキュメンタリー映画制作】（2023年1月8日）
- 日本経済新聞-「2023年 中国地方を耕す(5)　地方に活力 まずは公務員」（2023年1月12日）
- 山陰中央新報掲載【A級グルメ構想の推進】(2023年4月16日）